# Audi A2
Audi A2 je automobil iz srednje klase njemačke marke Audi i proizvodio se od 1999. godine do 2005. godine u Neckarsulmu.
Preko 175.000 komada su se prodali od 1999 do 2005. godine.

## Vanjske poveznice
|  | Zajednički poslužitelj ima još gradiva o temi Audi A2 |